# Bruno Ribeiro (Sänger)

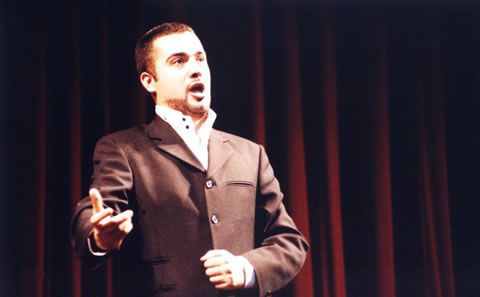
Bruno Ribeiro primeiro prémio do Concurso Nacional de Canto Luísa Todi em 2003

Bruno Ricardo Menezes Ferreira Ribeiro (* im 20. Jahrhundert in Figueira da Foz) ist ein portugiesischer Opernsänger (Tenor).

## Karriere
Ribeiro studierte zunächst am Staatlichen Konservatorium Lissabon, anschließend bei George Kok in Pretoria und bei Emma Renzi in Johannesburg (Südafrika).
Bereits während seines Studiums trat er als Belmonte, Alfredo und Conte Almaviva auf. Sein professionelles Debüt erfolgte als Don Ottavio in Michigan, anschließend stellte er Nemorino an italienischen Bühnen dar.
Gastspiele gab er als Beppe (Pagliacci) am Teatro Carlo Felice in Genua sowie als Ismaele (Nabucco) bei den Opernfestspielen St. Margarethen in Österreich. Später trat er auch als Narraboth (Salome) in Turin sowie als Alvaro (Die Macht des Schicksals) sowie als Almaviva in Florenz auf.
In Partien von Verdi und Donizetti trat er in Busseto, an der Bayerischen Staatsoper München, in Wiesbaden, in Minneapolis, Dublin, Minnesota auf. Bei der Operklosterneuburg debütierte er als Don José in Carmen. Den Cavaradossi interpretierte er in Leipzig und Erl, den Ruggero (La Rondine) in Miami. Als Raffaele in Verdis Stifellio kam er nach Monte Carlo, als des Grieux in Puccinis Manon nach Montreal, als Foresto in Attila nach St. Gallen. Als Maurizio in Adriana Lecouvreur trat er in Bilbao und Nizza auf. 2016 war er der Turridu in Cavalleria rusticana im Kaiserhof des Stiftes Klosterneuburg.

## Auszeichnungen
- 2005: Teilnahme am „Operalia“-Wettbewerb in Madrid
- „Concurso Internacional de Canto Bidu Sayão“ in Brasilien
- „Concorso Internazionale di Canto Lirico Enrico Caruso“ in Mailand
- „Concurso Nacional de Canto Luísa Todi“ in Portugal
- Concours International de Chant im Rahmen des Festivals „Nuits Lyriques en Marmandais“ in Frankreich
- Internationaler Gesangswettbewerb „Francisco Viñas“ in Barcelona